# نیکولاس تریکوپیس
نیکولاس تریکوپیس (یونانی: Νικόλαος Τρικούπης؛ ۱۸۶۸ – ۱۹۵۶) یک فرد نظامی و تیرانداز اهل یونان بود.
از افتخارات وی میتوان به کسب مدال برنز تفنگ جنگی ۲۰۰ متر در بازی‌های المپیک تابستانی ۱۸۹۶ اشاره کرد.